# Saison 2015 de l'équipe cycliste Astana
La saison 2015 de l'équipe cycliste Astana est la neuvième de cette équipe.

## Préparation de la saison 2015

### Sponsors et financement de l'équipe
Pour la saison 2015, les nouveaux sponsors ayant rejoints l'équipe en 2014 restent avec l'équipe Samrouk-Kazyna. Il s'agit d'Air Astana, d'Astana Motors et de l'Exposition internationale de 2017 qui se tiendra dans la capitale kazakhe.[réf. nécessaire] Specialized est le fournisseur de cycles d'Astana depuis 2010,,. Le budget de l'équipe pour cette saison s'élève à 15 millions d'euros.

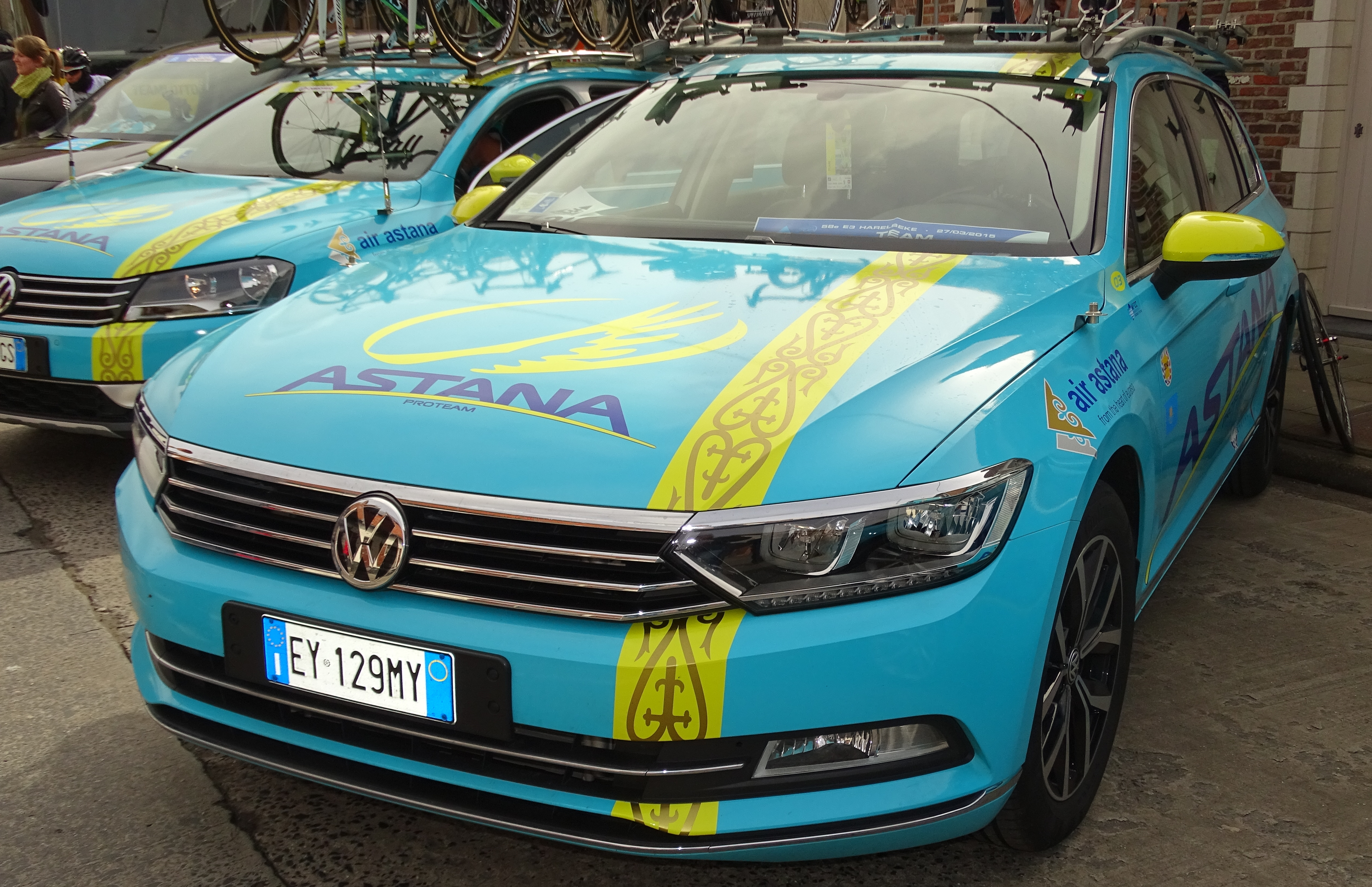
Une voiture de l'équipe lors du Grand Prix E3 2015.
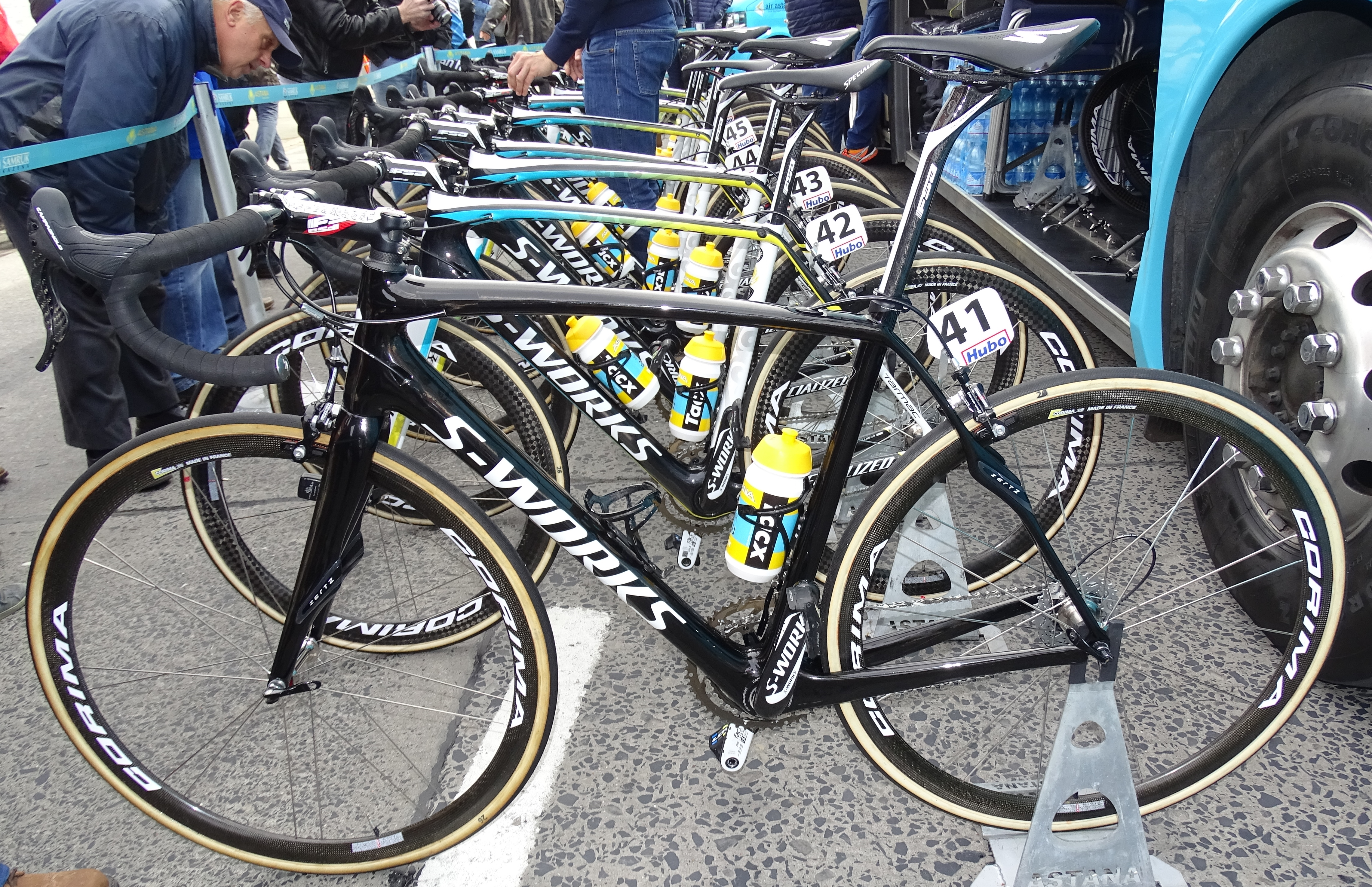
Les vélos Specialized S-Works Tarmac utilisés par l'équipe, photographiés lors du Grand Prix E3 2015.
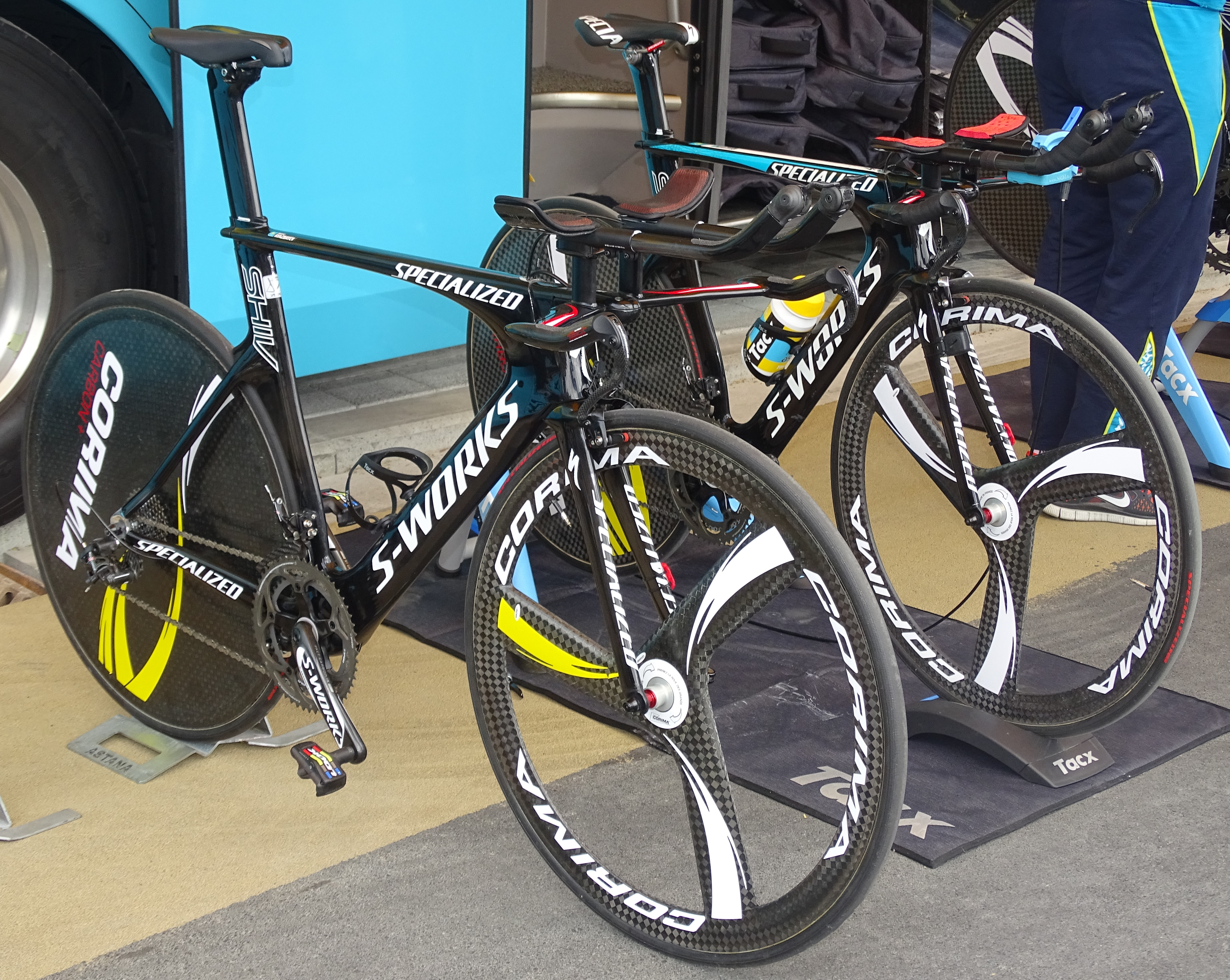
Vélos de contre-la-montre Specialized SHIV lors du Tour de Belgique 2015.

### Arrivées et départs
| Arrivées             | Équipe 2014                         |
| -------------------- | ----------------------------------- |
| Maxat Ayazbayev      | Astana Continental                  |
| Lars Boom            | Belkin                              |
| Dario Cataldo        | Sky                                 |
| Laurens De Vreese    | Wanty-Groupe Gobert                 |
| Bakhtiyar Kozhatayev | Astana Continental                  |
| Miguel Ángel López   | Lotería de Boyacá-Indeportes Boyacá |
| Davide Malacarne     | Europcar                            |
| Diego Rosa           | Androni Giocattoli-Venezuela        |
| Luis León Sánchez    | Caja Rural-Seguros RGA              |
| Rein Taaramäe        | Cofidis                             |

| Départs            | Équipe 2015         |
| ------------------ | ------------------- |
| Janez Brajkovič    | UnitedHealthcare    |
| Enrico Gasparotto  | Wanty-Groupe Gobert |
| Francesco Gavazzi  | Southeast           |
| Jacopo Guarnieri   | Katusha             |
| Evan Huffman       | SmartStop           |
| Maxim Iglinskiy    | suspension          |
| Valentin Iglinskiy | suspension          |
| Fredrik Kessiakoff | retraite            |

## Déroulement de la saison

### Mai-juin
Afin d'aider Fabio Aru à monter à nouveau sur le podium du Tour d'Italie, Astana sélectionne une équipe de grimpeurs : Dario Cataldo, Tanel Kangert, Mikel Landa, Davide Malacarne, Diego Rosa, Luis León Sánchez, Paolo Tiralongo et Andrey Zeits. Cette formation prend la troisième place de la première étape, un contre-la-montre par équipes, derrière Orica-GreenEDGE et Tinkoff-Saxo.

## Coureurs et encadrement technique

### Effectif
| Cycliste             | Date de naissance | Nationalité | Équipe 2014                         |  |
| -------------------- | ----------------- | ----------- | ----------------------------------- |  |
| Valerio Agnoli       | 6 janvier 1985    | Italie      | Astana                              |  |
| Fabio Aru            | 3 juillet 1990    | Italie      | Astana                              |  |
| Maxat Ayazbayev      | 27 janvier 1992   | Kazakhstan  | Astana Continental                  |  |
| Lars Boom            | 30 décembre 1985  | Pays-Bas    | Belkin                              |  |
| Borut Božič          | 8 août 1980       | Slovénie    | Astana                              |  |
| Dario Cataldo        | 15 mars 1985      | Italie      | Sky                                 |  |
| Laurens De Vreese    | 29 septembre 1988 | Belgique    | Wanty-Groupe Gobert                 |  |
| Aleksandr Dyachenko  | 17 octobre 1983   | Kazakhstan  | Astana                              |  |
| Daniil Fominykh      | 28 août 1991      | Kazakhstan  | Astana                              |  |
| Jakob Fuglsang       | 22 mars 1985      | Danemark    | Astana                              |  |
| Andriy Grivko        | 7 août 1983       | Ukraine     | Astana                              |  |
| Dmitriy Gruzdev      | 13 mars 1986      | Kazakhstan  | Astana                              |  |
| Andrea Guardini      | 12 juin 1989      | Italie      | Astana                              |  |
| Arman Kamyshev       | 14 mars 1991      | Kazakhstan  | Astana                              |  |
| Tanel Kangert        | 11 mars 1987      | Estonie     | Astana                              |  |
| Bakhtiyar Kozhatayev | 28 mars 1992      | Kazakhstan  | Astana Continental                  |  |
| Mikel Landa          | 13 décembre 1989  | Espagne     | Astana                              |  |
| Miguel Ángel López   | 4 février 1994    | Colombie    | Lotería de Boyacá-Indeportes Boyacá |  |
| Alexey Lutsenko      | 7 septembre 1992  | Kazakhstan  | Astana                              |  |
| Davide Malacarne     | 11 juillet 1987   | Italie      | Europcar                            |  |
| Vincenzo Nibali      | 14 novembre 1984  | Italie      | Astana                              |  |
| Diego Rosa           | 27 mars 1989      | Italie      | Androni Giocattoli-Venezuela        |  |
| Luis León Sánchez    | 24 novembre 1983  | Espagne     | Caja Rural-Seguros RGA              |  |
| Michele Scarponi     | 25 septembre 1979 | Italie      | Astana                              |  |
| Rein Taaramäe        | 24 avril 1987     | Estonie     | Cofidis                             |  |
| Paolo Tiralongo      | 8 juillet 1977    | Italie      | Astana                              |  |
| Ruslan Tleubayev     | 7 mars 1987       | Kazakhstan  | Astana                              |  |
| Alessandro Vanotti   | 16 septembre 1980 | Italie      | Astana                              |  |
| Lieuwe Westra        | 11 septembre 1982 | Pays-Bas    | Astana                              |  |
| Andrey Zeits         | 14 décembre 1986  | Kazakhstan  | Astana                              |  |

Portraits
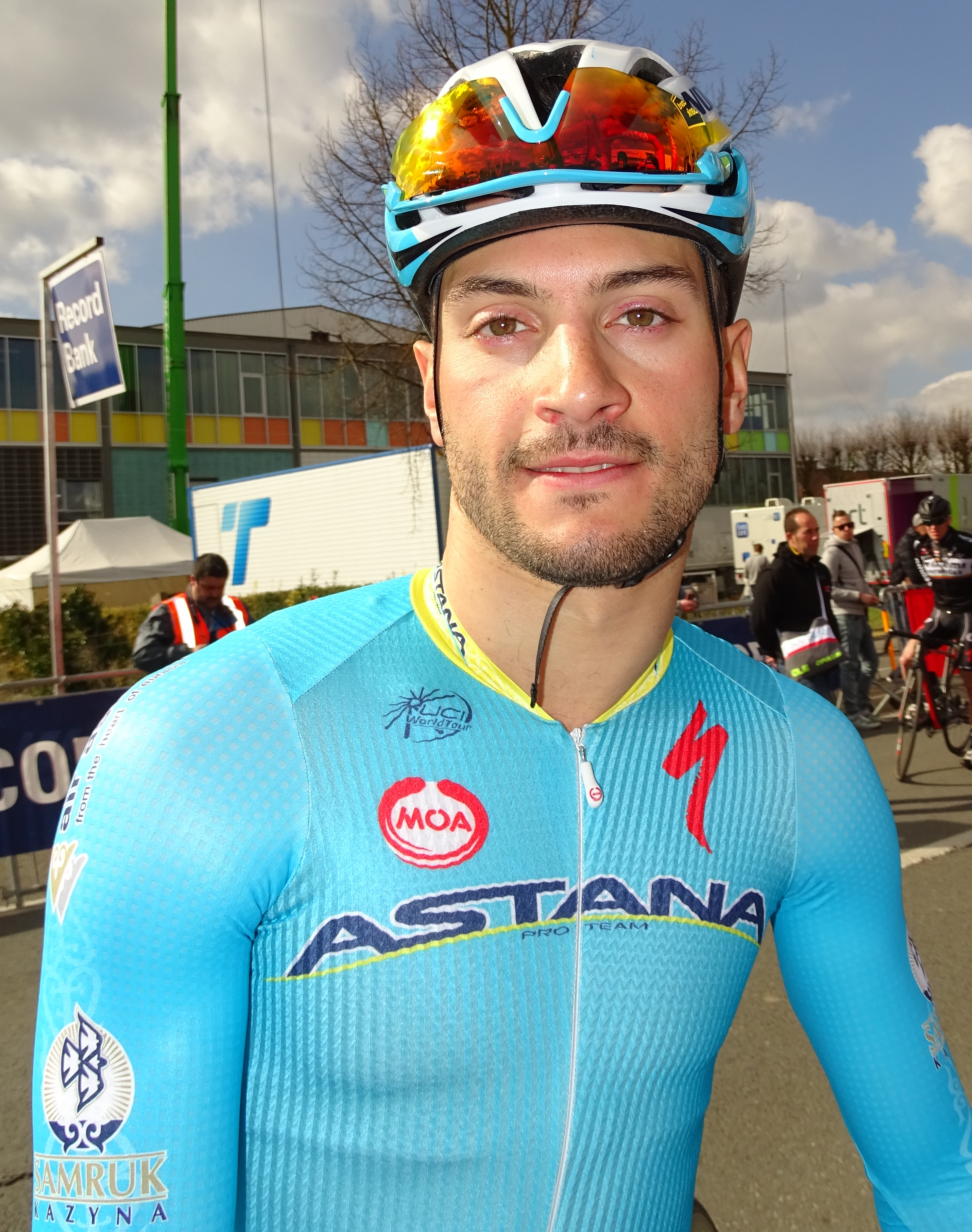
Andrea Guardini.
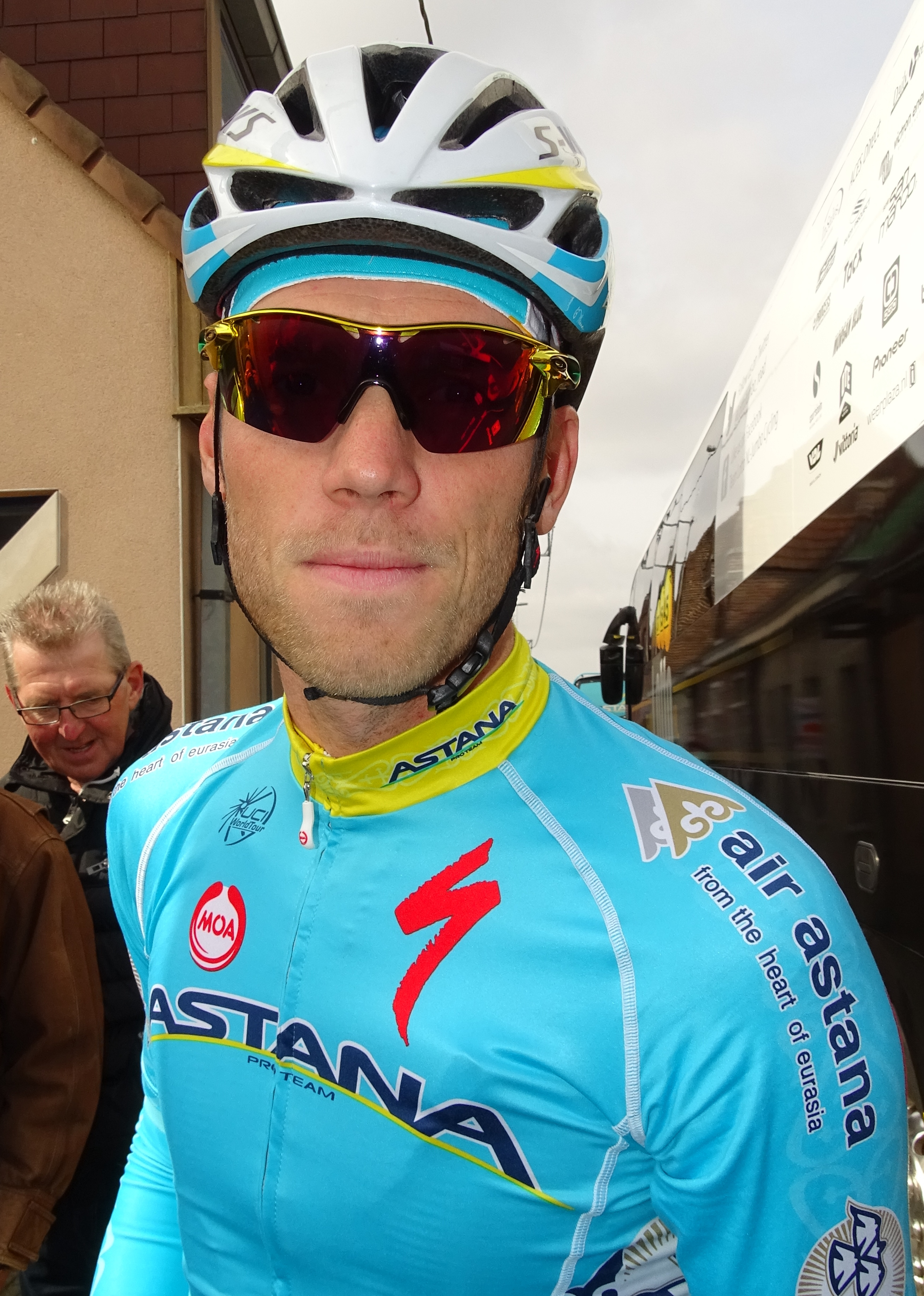
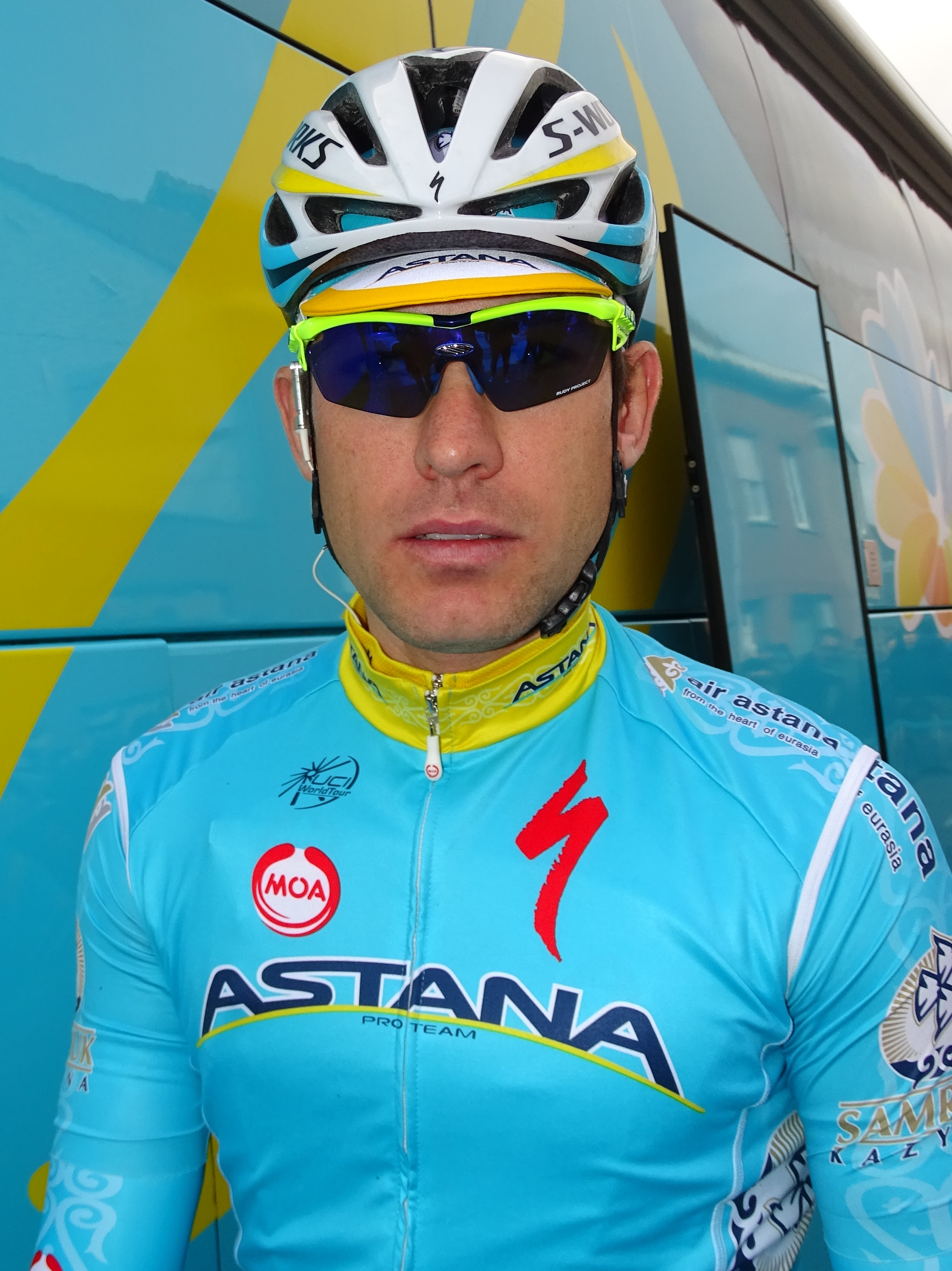

## Bilan de la saison

### Victoires

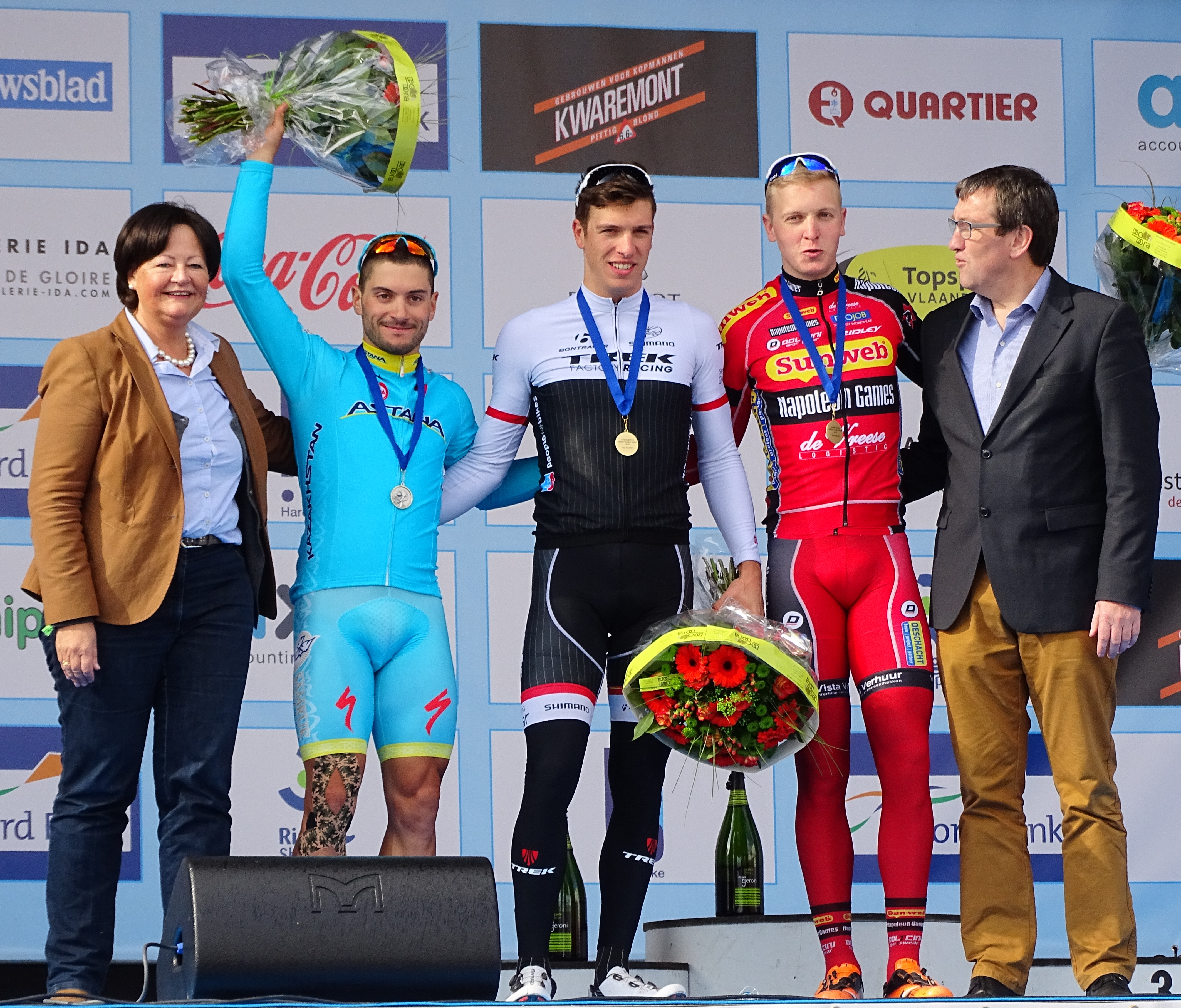
Podium de E3 Sprint Challenge, course d'attente du Grand Prix E3 2015 : Andrea Guardini (2e), Danny van Poppel (1er) et Tim Merlier (3e).

| Date       | Course                                        | Pays                | Classe | Vainqueur          |
| ---------- | --------------------------------------------- | ------------------- | ------ | ------------------ |
| 14/02/2015 | Tour de Murcie                                | Espagne             | 1.1    | Rein Taaramäe      |
| 17/02/2015 | 1re étape du Tour d'Oman                      | Oman                | 2.HC   | Andrea Guardini    |
| 08/03/2015 | 1re étape du Tour de Langkawi                 | Malaisie            | 2.HC   | Andrea Guardini    |
| 09/03/2015 | 2e étape du Tour de Langkawi                  | Malaisie            | 2.HC   | Andrea Guardini    |
| 11/03/2015 | 4e étape du Tour de Langkawi                  | Malaisie            | 2.HC   | Andrea Guardini    |
| 15/03/2015 | 8e étape du Tour de Langkawi                  | Malaisie            | 2.HC   | Andrea Guardini    |
| 10/04/2015 | 5e étape du Tour du Pays basque               | Espagne             | WT     | Mikel Landa        |
| 24/04/2015 | 4e étape du Tour du Trentin                   | Italie              | 2.HC   | Paolo Tiralongo    |
| 16/05/2015 | 2e étape du Tour de Picardie                  | France              | 2.1    | Andrea Guardini    |
| 17/05/2015 | 9e étape du Tour d'Italie                     | Italie              | WT     | Paolo Tiralongo    |
| 23/05/2015 | 1re étape de la World Ports Classic           | Belgique            | 2.1    | Andrea Guardini    |
| 24/05/2015 | 15e étape du Tour d'Italie                    | Italie              | WT     | Mikel Landa        |
| 26/05/2015 | 16e étape du Tour d'Italie                    | Italie              | WT     | Mikel Landa        |
| 29/05/2015 | 19e étape du Tour d'Italie                    | Italie              | WT     | Fabio Aru          |
| 30/05/2015 | 20e étape du Tour d'Italie                    | Italie              | WT     | Fabio Aru          |
| 20/06/2015 | 8e étape du Tour de Suisse                    | Suisse              | WT     | Alexey Lutsenko    |
| 25/06/2015 | Championnat du Kazakhstan du contre-la-montre | Kazakhstan          | CN     | Alexey Lutsenko    |
| 27/06/2015 | Championnat d'Italie sur route                | Italie              | CN     | Vincenzo Nibali    |
| 24/07/2015 | 19e étape du Tour de France                   | France              | WT     | Vincenzo Nibali    |
| 04/08/2015 | 1re étape du Tour du Danemark                 | Danemark            | 2.HC   | Lars Boom          |
| 05/08/2015 | 2e étape du Tour de Burgos                    | Espagne             | 2.HC   | Astana             |
| 07/08/2015 | 4e étape du Tour de Burgos                    | Espagne             | 2.HC   | Miguel Ángel López |
| 08/08/2015 | Classement général du Tour de Burgos          | Espagne             | 2.HC   | Rein Taaramäe      |
| 16/08/2015 | Classement général de l'Arctic Race of Norway | Norvège             | 2.HC   | Rein Taaramäe      |
| 02/09/2015 | 11e étape du Tour d'Espagne                   | Espagne             | WT     | Mikel Landa        |
| 13/09/2015 | Classement général du Tour d'Espagne          | Espagne             | WT     | Fabio Aru          |
| 17/09/2015 | Coppa Bernocchi                               | Italie              | 1.1    | Vincenzo Nibali    |
| 30/09/2015 | Trois vallées varésines                       | Italie              | 1.HC   | Vincenzo Nibali    |
| 01/10/2015 | Milan-Turin                                   | Italie              | 1.HC   | Diego Rosa         |
| 04/10/2015 | Tour de Lombardie                             | Italie              | WT     | Vincenzo Nibali    |
| 08/10/2015 | 1re étape du Tour d'Abou Dabi                 | Émirats arabes unis | 2.1    | Andrea Guardini    |
| 27/10/2015 | 8e étape du Tour de Hainan                    | Chine               | 2.HC   | Andrey Zeits       |

### Résultats sur les courses majeures
Les tableaux suivants représentent les résultats de l'équipe dans les principales courses du calendrier international (les cinq classiques majeures et les trois grands tours). Pour chaque épreuve est indiqué le meilleur coureur de l'équipe, son classement ainsi que les accessits glanés par Astana sur les courses de trois semaines.

#### Classiques
| Classique            | Milan-San Remo         | Tour des Flandres | Paris-Roubaix  | Liège-Bastogne-Liège | Tour de Lombardie     |
| -------------------- | ---------------------- | ----------------- | -------------- | -------------------- | --------------------- |
| Coureur (classement) | Michele Scarponi (21e) | Lars Boom (6e)    | Lars Boom (4e) | Jakob Fuglsang (9e)  | Vincenzo Nibali (1er) |

#### Grands tours
| Grand tour           | Tour d'Italie | Tour de France                       | Tour d'Espagne                   |
| -------------------- | --- | ------------------------------------ | -------------------------------- |
| Coureur (classement) | Fabio Aru (2e) | Vincenzo Nibali (4e)                 | Fabio Aru (1er)                  |
| Accessits            | 5 victoires d'étapes (Paolo Tiralongo, Mikel Landa (2) et Fabio Aru (2)), classement du meilleur jeune (Fabio Aru), classement Azzurri d'Italia (Mikel Landa), classements par équipes aux temps et aux points | 1 victoire d'étape (Vincenzo Nibali) | 1 victoire d'étape (Mikel Landa) |

### Classement UCI
| Rang | Coureur            | Points |
| ---- | ------------------ | ------ |
| 5    | Fabio Aru          | 448    |
| 19   | Vincenzo Nibali    | 238    |
| 34   | Mikel Landa        | 164    |
| 46   | Lars Boom          | 102    |
| 63   | Jakob Fuglsang     | 64     |
| 71   | Diego Rosa         | 53     |
| 91   | Michele Scarponi   | 40     |
| 92   | Andriy Grivko      | 40     |
| 104  | Miguel Ángel López | 31     |
| 115  | Tanel Kangert      | 24     |
| 117  | Paolo Tiralongo    | 23     |
| 148  | Luis Leon Sanchez  | 9      |
| 158  | Alexey Lutsenko    | 6      |
| 176  | Lieuwe Westra      | 4      |
| 205  | Andrea Guardini    | 1      |
| 213  | Rein Taaramae      | 1      |